# Ana Valeria Palacios
Ana Valeria Palacios Mendoza (16 de febrero de 1991, Manabí) es una futbolista ecuatoriana que juega para el Club Deportivo El Nacional, en el año 2013 con el Rocafuerte Fútbol Club fue una de las primeras campeonas del primer campeonato femenino de fútbol en Ecuador y haber clasificado a la Copa Libertadores Femenina.

## Biografía
Su padre es Carlos Palacios Andrade y su madre Esther Mendoza de Palacios. Desde muy pequeña se inclinó por el deporte, en especial por el fútbol, dominado este deporte, por lo que su madre decidió meterla en la escuela de fútbol Cristo Rey para su formación, donde fue la única mujer jugando entre varones. En un partido que jugó para su colegio Informática ante el colegio Manabí Tecnológico, fue escogida para un combinado que enfrentó  la preselección del Ecuador, donde fue escogida más tarde para integrar el equipo nacional. Así tuvo su primer juego internacional representando a Ecuador en el sudamericano de Chile en 2006, a la edad de 15 años. En 2007 jugó con la selección el II Campeonato Sudamericano femenino y en 2010 jugó en la Copa América. Con Rocafuerte Fútbol Club logró ser campeona en el primer Campeonato Nacional de Fútbol Femenino en el país en 2013. Jugó en la Copa América de 2014 y 2018.

## Selección nacional
Ha sido internacional con la Selección femenina de fútbol de Ecuador que participó en la Copa del Mundo 2015 jugada en Canadá.

### Participaciones en Copas del Mundo
| Mundial                                 | Sede   | Resultado    | Partidos | Goles |
| --------------------------------------- | ------ | ------------ | -------- | ----- |
| Copa Mundial Femenina de Fútbol de 2015 | Canadá | Primera Fase | 1        | 0     |

### Participaciones en Copa América
| Copa América               | Sede    | Resultado    | Partidos | Goles |
| -------------------------- | ------- | ------------ | -------- | ----- |
| Copa América Femenina 2010 | Ecuador | Primera Fase | 4        | 0     |
| Copa América Femenina 2018 | Chile   | Primera Fase | 1        | 0     |

## Clubes
| Club                       | País    | Año         | Part. | Goles |
| -------------------------- | ------- | ----------- | ----- | ----- |
| Rocafuerte F.C             | Ecuador | 2013 - 2015 |       |       |
| Espuce                     | Ecuador | 2016        |       |       |
| 7 de Febrero               | Ecuador | 2017 - 2019 |       |       |
| Club Deportivo El Nacional | Ecuador | 2020        | 9     | 1     |
| Total                      | Total   | Total       | -     | -     |

## Palmarés

### Títulos nacionales
| Título                                         | Club                       | País    | Año  |
| ---------------------------------------------- | -------------------------- | ------- | ---- |
| Campeonato Ecuatoriano de Fútbol Femenino 2013 | Rocafuerte Fútbol Club     | Ecuador | 2013 |
| Campeonato Ecuatoriano de Fútbol Femenino 2014 | Rocafuerte Fútbol Club     | Ecuador | 2014 |
| Súperliga Ecuatoriana de Fútbol Femenino 2020  | Club Deportivo El Nacional | Ecuador | 2020 |